# 김영일 (1947년)
김영일(金永一, 1947년 3월 17일~2023년 9월 30일)은 조선민주주의인민공화국의 외교관이다.
북조선인민위원회 시절 평안북도 정주군에서 태어났다.
조선민주주의인민공화국의 외무성 부상이 되었으며, 대 중국과 일본 등 아시아 외교를 총괄하는 고위급 외교관이다. 평양외국어대학 불어과를 졸업했으며, 1975년부터 당 국제부에서 일하며 외교 분야에 전념해왔다.
김영일 부상은 특히 지난 2002년 9월 전 일본 총리 고이즈미 준이치로가 평양시를 방문했을 때, 순안공항에서 고이즈미 전 총리를 영접했으며 납치문제에 대해 협상 최고 대표로 참여하였으며, 2004년 2월 2일, 외무상 백남순과 함께 평양시를 방문한 오스트레일리아 알리스태어 머레이 맥클린 외무상특사를 단장으로 하는 오스트레일리아 외무성 대표단을 만나 면담을 하였다.
또한, 2007년 6월 20일, 고려호텔에서 외무상 박의춘과 함께 주북 필리핀대사 및 외무상 일행과도 회담을 하였다.
2010년대에는 조선로동당 국제부장직을 수행하였다.
2023년 9월 30일에 사망하였다.

## 경력
- 외무성 부부장
- 리비아 및 튀니지 대사
- 조선민주주의인민공화국 외무성 부상(중국 및 아시아 담당)
- 북측 수석대표